# Gialo
Gialo o Jalo o Jalu (in arabo جالو‎?) è una città della Libia di circa 4.000 abitanti situata nel distretto di al-Wahat, di cui è stata capoluogo fino al 2007.

## Geografia fisica

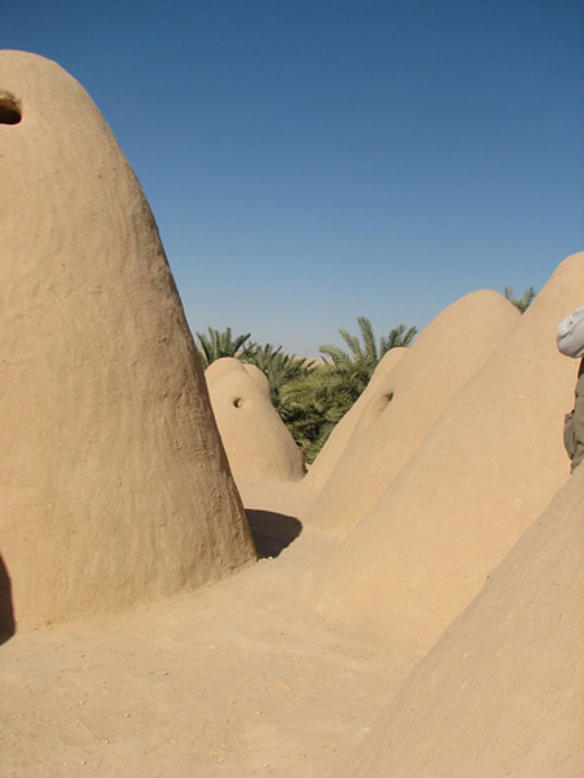
Augila - La moschea di ʿAtīq

La città si trova in un'oasi nel deserto libico, a circa 250 km a sud del golfo della Sirte ed a circa 580 km dall'oasi di Cufra, nel sud del paese. L'oasi è detta oasi di Gialo, od anche oasi di Gialo-Augila, dal nome dell'altra cittadina che si trova a circa 30 km a nord-ovest di Gialo.
Augila ha due siti di interesse turistico: la moschea di ʿAtīq, con le sue insolite cupole coniche fatte da mattoni, fango e pietra calcarea, e il Mausoleo di ʿAlī ʿAbd Allāh ibn Abī Sarḥ, che fu il leader della conquista islamica di queste regioni nel VII secolo.
L'oasi di Gialo è uno dei pochi centri di cultura berbera in Libia dove è ancora parlata la lingua berbera.
Le principali attività economiche della zona sono l'agricoltura ed il lavoro per le aziende del settore petrolifero molto presenti nei dintorni dell'oasi.
Le colture principali sono la coltivazione delle palme da dattero, di cui nell'oasi si trovano circa 5.000 esemplari, pomodori e cereali.

## Storia
Durante la seconda guerra mondiale, Gialo a causa della sua posizione e per la presenza di acqua, ebbe una notevole importanza strategica. Per questo fu al centro di diverse battaglie della campagna del Nordafrica fra gli Alleati e le potenze dell'Asse.